# マフムーディーヤ虐殺事件
マフムーディーヤ虐殺事件（マフムーディーヤぎゃくさつじけん、アラビア語: جرائم المحمودية, 英語: Mahmudiyah rape and killings）は、2006年にイラクで発生した強姦・殺人事件である。

## 概要
アメリカ陸軍の兵士達による14歳のイラク人の少女への集団強姦および虐殺、および彼女の家族への虐殺が行われたという事件。2006年3月12日に起きた。現場となった一家の家は、ユスフィアーという村(イラクのマフムーディーヤの市街の西の村)の南西にあった。殺害された彼女の家族は45歳の父親、34歳の母親、6歳の妹であった。